# Thịnh Quang
Thịnh Quang là một phường thuộc quận Đống Đa, thành phố Hà Nội, Việt Nam.
Phường Thịnh Quang có diện tích 0,46 km², dân số năm 2022 là 18.669 người, mật độ dân số đạt 40.584 người/km².